# Mary Brian

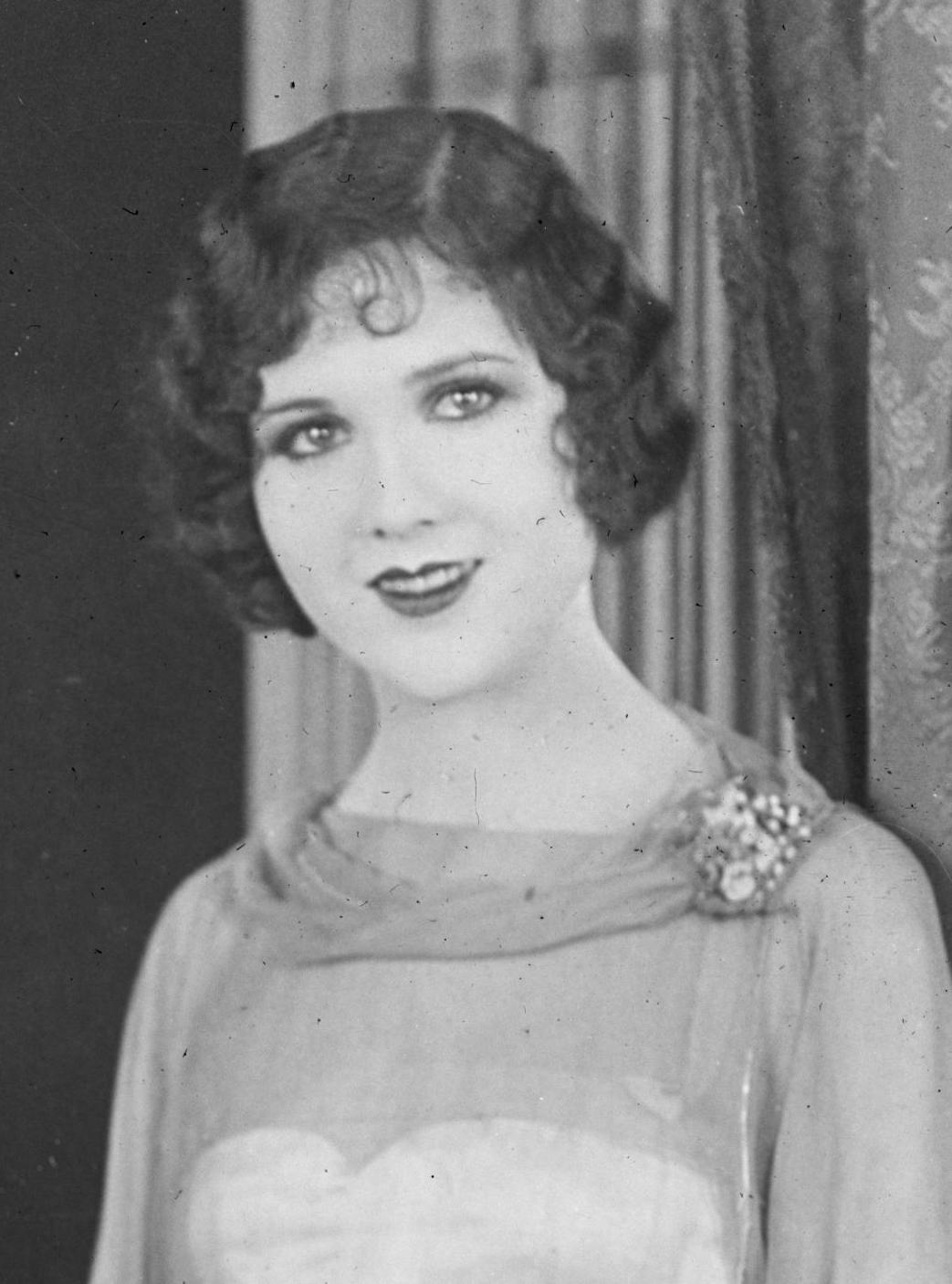
Mary Brian.

Mary Brian, född 17 februari 1906 i Corsicana, Texas, död 30 december 2002 i Del Mar, Kalifornien var en amerikansk skådespelare.
Brian började som stumfilmsskådespelare och debuterade med en av huvudrollerna i Herbert Brenons Peter Pan 1924. Hon gjorde sedan ett stort antal filmer för Paramount Pictures och ljudfilmsdebuterade 1928. Efter 1937 blev medverkan i film mer sporadisk och 1954 hade hon en sista roll framför kameran som mamma i TV-serien Meet Corliss Archer.
Hon har en stjärna på Hollywood Walk of Fame vid 1559 Vine Street.

## Filmografi, urval
- 1924 – Peter Pan
- 1928 – Hämndens natt
- 1930 – Kungliga familjen
- 1931 – Det stora reportaget
- 1936 – En gentleman i London